# Condado de Dawes
O Condado de Dawes é um dos 93 condados do estado norte-americano de Nebraska. A sede do condado é Chadron, que é também a sua maior cidade. O condado tem uma área de 3629 km² (dos quais 13 km² estão cobertos por água), uma população de 9060 habitantes, e uma densidade populacional de 2,5 hab/km² (segundo o censo nacional de 2000). O condado foi fundado em 1885 e o seu nome é uma homenagem a James W. Dawes (1844-1918), que foi governador do Nebraska entre 1883 e 1887.